# Lý Nguyên Thốc
Lý Nguyên Thốc (tiếng Trung: 李元簇; bính âm: Lǐ Yuáncù; Wade–Giles: Li3 Yüan2-tsʻu4; 24 tháng 9 năm 1923 — 8 tháng 3 năm 2017) là chính trị gia Quốc dân Đảng từng phục vụ dưới quyền Lý Đăng Huy với tư cách là Phó Tổng thống thứ tám của Trung Hoa Dân Quốc. Ông là người gốc Khách Gia.

## Đầu đời
Gia đình ông là người Khách Gia gốc ở Mai Huyện, Quảng Đông. Nhưng ông sinh ra ở Bình Giang, Hồ Nam. Ông lấy bằng cử nhân luật và chính trị tại Đại học quốc lập Chính trị ở Nam Kinh vào năm 1946. Ông quay về Đài Loan từ Trung Quốc Đại lục vào năm 1949 sau khi kết thúc Nội chiến Trung Quốc với Quốc dân Cách mệnh Quân. Ông lấy bằng tiến sĩ tại Đại học Bonn ở Đức năm 1963.

## Sự nghiệp chính trị
Lý Nguyên Thốc tham gia chính trị vào năm 1969 khi trở thành cố vấn pháp lý cho Bộ Quốc phòng. Ông giữ chức Bộ trưởng Bộ Giáo dục từ năm 1974 đến năm 1978, sau đó là Bộ trưởng Bộ Tư pháp cho đến năm 1984 và Bí thư trưởng Phủ Tổng thống từ năm 1988 đến năm 1990.
Ông được Lý Đăng Huy đề cử làm Phó Tổng thống Trung Hoa Dân Quốc sau cái chết của Tổng thống Tưởng Kinh Quốc vào năm 1988. Năm 1989, Tổng thống Lý Đăng Huy tuyên bố rằng phó tổng thống phải là người Trung Quốc đại lục. Cuối cùng Lý Nguyên Thốc được Quốc dân Đại hội bầu làm Phó Tổng thống vào ngày 21 tháng 3 năm 1990, trở thành phó tổng thống cuối cùng được Quốc dân Đại hội bầu chọn trước khi tiến hành các cuộc bầu cử tổng thống và phó tổng thống trực tiếp tại Đài Loan sau đó. Ông nhậm chức ngày 20 tháng 5 năm 1990 tại nhiệm cho đến ngày 19 tháng 5 năm 1996.

## Nghỉ hưu
Sau khi từ giã chính trường vào năm 1996, ông tiếp tục công việc giảng dạy tại Đại học quốc lập Chính trị. Vợ ông qua đời năm 1998. Cuối cùng, ông chuyển đến Đầu Phần ở Miêu Lật và sống một cuộc đời bình dị.

## Qua đời

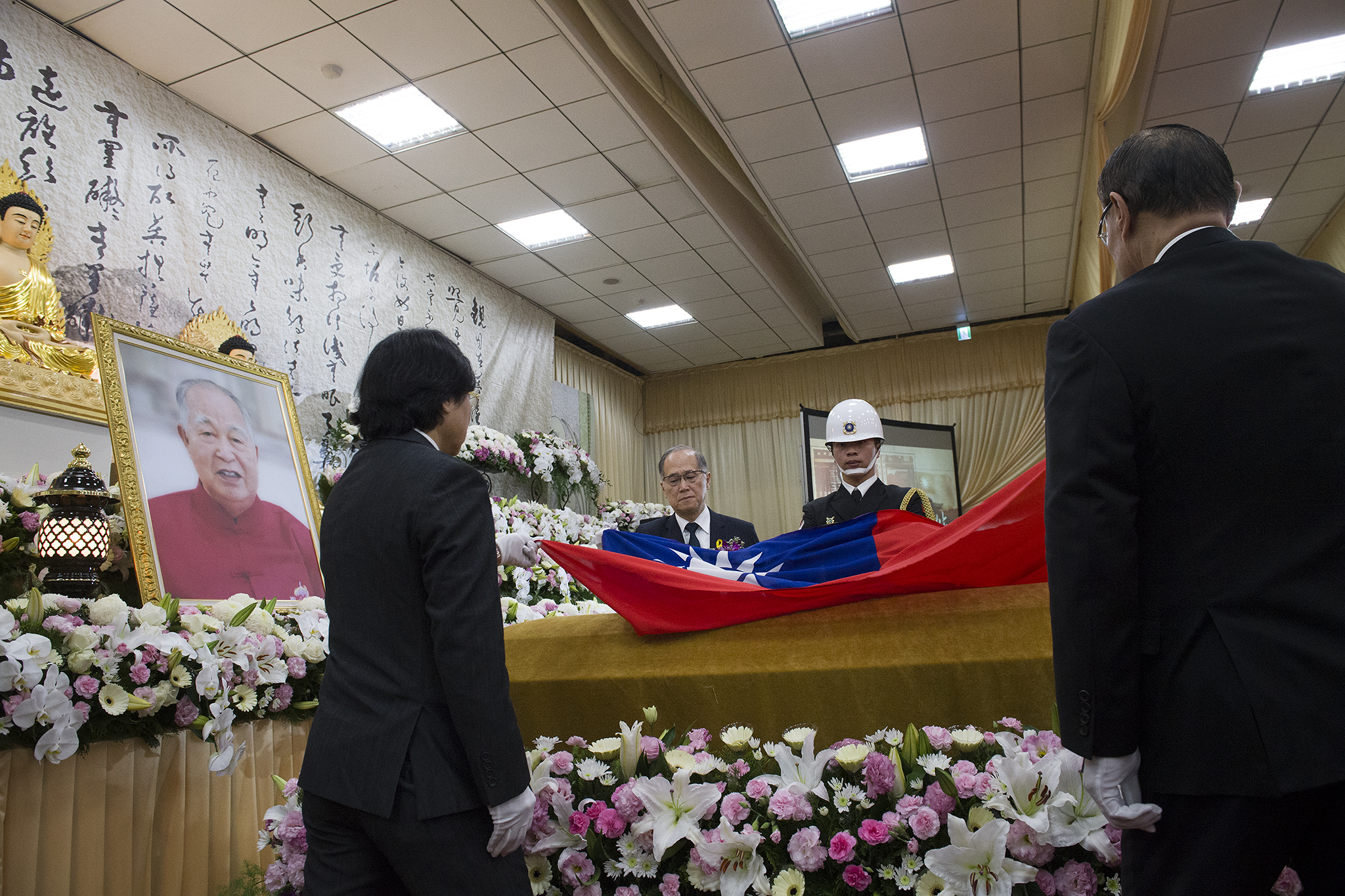
Lễ tưởng niệm Lý Nguyên Thốc.

Trong cuộc sống sau này, Lý Nguyên Thốc bắt đầu có dấu hiệu vấn đề về thận và ông điều trị bằng phương pháp chạy thận. Nhiều tuần trước khi qua đời, ông bỏ ăn và chỉ dựa vào tiêm dinh dưỡng. Ông nói với đội ngũ y tế rằng muốn chết một cách nghiêm trang và từ chối hồi sức. Ông qua đời vì suy thận lúc 4:15 sáng ngày 8 tháng 3 năm 2017, ở tuổi 93, tại nhà riêng ở huyện Miêu Lật.